# Johann Michael Vansleb
Johann Michael Vansleb (né le 1er novembre 1635 à Erfurt - mort en 1679) était un théologien et linguiste allemand qui voyagea souvent en Égypte. Il était converti au catholicisme et membre de l'Ordre dominicain à partir de 1666.
(Selon la langue de publication, son nom est orthographié de plusieurs façons : Wansleben, Vansleben, Vanslebio, Vanslebius, Vanslep, Wanslebio, Wanslebius, JM Vansleb, Giovanni Michele, F. Vansleb (F pour father), P. Vansleb ou Jean.)

## Biographie
En 1663, après un long séjour à Londres, Vansleb organisa un voyage en Éthiopie à la recherche de manuscrits religieux pour son protecteur, Ernest Ier de Saxe-Gotha. Il n'a cependant jamais dépassé l’Égypte. C'est à Rome, lors de son voyage de retour, qu'il se convertit au catholicisme.
Au service de Jean-Baptiste Colbert, Vansleb fait une autre tentative de voyage en Éthiopie mais une fois encore ne dépasse pas l'Égypte. Parti de Marseille le 20 mai 1671, Vansleb tomba malade à son arrivée à Chypre (ce qu'il attribua à la peste qui ravageait alors l'île). Bien que très souffrant pendant une période prolongée (et se préparant à quitter ce monde, comme il l'explique) il réussit à visiter Tripoli, Damas, Alep et Sidon au cours des 10 mois suivants pour finalement arriver à Bogas en Égypte, en mars 1672.
Vansleb voyagea beaucoup en Égypte au cours des 12 mois suivants, voyageant aussi loin que Sohag et rapportant l'un des premiers comptes-rendus de Haute-Égypte : informations sur le pays, les gens (en particulier la communauté copte) et les monuments pharaoniques tels que les pyramides de Gizeh, le Sphinx de Gizeh et les pyramides d'Hawara ainsi que des monuments coptes, y compris le Monastère Blanc. Un de ses buts déclarés était d'atteindre Esna, mais il n'est jamais remonté aussi loin en amont du Nil. Au lieu de cela il fait part d'un rapport de deux frères missionnaires capucins, Protais et Charles-François d'Orléans, qui avaient visité tous les principaux sites de la Haute-Égypte en 1668.
Des témoignages contemporains rapportent que les comptes-rendus de Vansleb étaient accueillis avec des sentiments mitigés. Vansleb est un observateur attentif, tentant d'aller au fond des choses, mais à d'autres moments il accepte des explications obscures et fausses sans trop de résistance, par exemple sur les rituels d'accouplement des crocodiles du Nil.
Il se consacre, en 1665, à la copie manuscrite des œuvres de James Harrington.